# Список птиц Испании

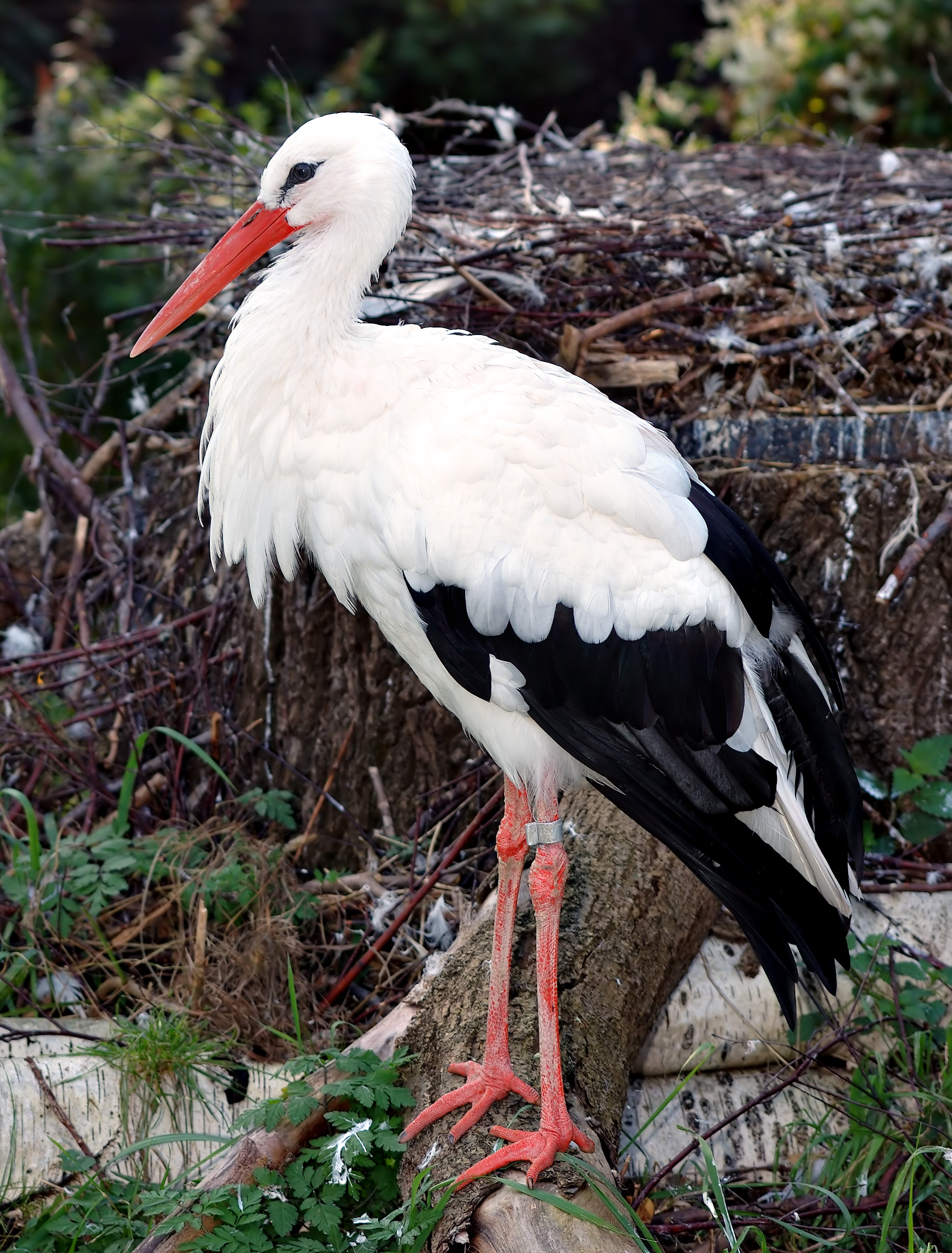
Ciconia ciconia

Список птиц Испании включает около 575 видов, из которых 7 местных эндемиков, а 12 были интродуцированы человеком

## Гагарообразные—Gaviiformes

### Гагаровые—Gaviidae
- Краснозобая гагара — Gavia stellata
- Чернозобая гагара — Gavia arctica
- Полярная гагара — Gavia immer
- Белоклювая гагара — Gavia adamsii

## Поганкообразные—Podicipediformes

### Поганковые—Podicipedidae
- Малая пестроклювая поганка — Podilymbus podiceps
- Малая поганка — Tachybaptus ruficollis
- Чомга — Podiceps cristatus
- Серощекая поганка — Podiceps grisegena
- Красношейная поганка — Podiceps auritus
- Черношейная поганка — Podiceps nigricollis

## Буревестникообразные—Procellariiformes

### Альбатросовые—Diomedeidae
- Чернобровый альбатрос — Thalassarche melanophris

### Буревестниковые—Procellariidae
- Глупыш — Fulmarus glacialis
- Тайфунник Бульвера — Bulweria bulwerii
- Средиземноморский буревестник — Calonectris diomedea
- Буревестник островов Зелёного Мыса — Calonectris edwardsii
- Большой пестробрюхий буревестник — Puffinus gravis
- Серый буревестник — Puffinus griseus
- Обыкновенный буревестник — Puffinus puffinus
- Балеарский буревестник — Puffinus mauretanicus
- Североатлантический малый буревестник — Puffinus baroli

### Качурковые—Hydrobatidae
- Качурка Вильсона — Oceanites oceanicus
- Белолицая качурка — Pelagodroma marina
- Британская качурка — Hydrobates pelagicus
- Северная качурка — Oceanodroma leucorhoa
- Вилохвостая качурка — Oceanodroma monorhis
- Мадейрская качурка — Oceanodroma castro

## Пеликанообразные—Pelecaniformes

### Фаэтоновые—Phaethontidae
- Красноклювый фаэтон — Phaethon aethereus

### Пеликановые—Pelecanidae
- Розовый пеликан — Pelecanus onocrotalus

### Олушевые—Sulidae
- Северная олуша — Morus bassanus
- Голуболицая олуша — Sula dactylatra
- Бурая олуша — Sula leucogaster

### Баклановые—Phalacrocoracidae
- Большой баклан — Phalacrocorax carbo
- Хохлатый баклан — Phalacrocorax aristotelis
- Малый баклан — Phalacrocorax pygmaeus

### Фрегатовые—Fregatidae
- Великолепный фрегат — Fregata magnificens

## Аистообразные—Ciconiiformes

### Цаплевые—Ardeidae
- Большая выпь — Botaurus stellaris
- Американская выпь — Botaurus lentiginosus
- Малая выпь — Ixobrychus minutus
- Сероспинный волчок — Ixobrychus sturmii
- Обыкновенная кваква — Nycticorax nycticorax
- Жёлтая цапля — Ardeola ralloides
- Египетская цапля — Bubulcus ibis
- Малая белая цапля — Egretta garzetta
- Береговая цапля — Egretta gularis
- Большая белая цапля — Ardea alba
- Серая цапля — Ardea cinerea
- Большая голубая цапля — Ardea herodias
- Рыжая цапля — Ardea purpurea

### Аистовые—Ciconiidae
- Чёрный аист — Ciconia nigra
- Белый аист — Ciconia ciconia
- Африканский марабу — Leptoptilos crumeniferus

### Ибисовые—Threskiornithidae
- Лесной ибис — Geronticus eremita
- Каравайка — Plegadis falcinellus
- Обыкновенная колпица — Platalea leucorodia
- Узкоклювая колпица — Platalea alba

## Фламингообразные—Phoenicopteriformes

### Фламинговые—Phoenicopteridae
- Обыкновенный фламинго — Phoenicopterus roseus
- Малый фламинго — Phoenicopterus minor

## Гусеобразные—Anseriformes

### Утиные—Anatidae
- Рыжая свистящая утка — Dendrocygna bicolor
- Белолицая свистящая утка — Dendrocygna viduata
- Лебедь-шипун — Cygnus olor
- Американский лебедь — Cygnus columbianus
- Лебедь-кликун — Cygnus cygnus
- Гуменник — Anser fabalis
- Короткоклювый гуменник — Anser brachyrhynchus
- Белолобый гусь — Anser albifrons
- Пискулька — Anser erythropus
- Серый гусь — Anser anser
- Белый гусь — Anser caerulescens
- Канадская казарка — Branta canadensis
- Белощёкая казарка — Branta leucopsis
- Черная казарка — Branta bernicla
- Краснозобая казарка — Branta ruficollis
- Нильский гусь — Alopochen aegyptiacus
- Огарь — Tadorna ferruginea
- Пеганка — Tadorna tadorna
- Каролинская утка — Aix sponsa
- Свиязь — Anas penelope
- Американская свиязь — Anas americana
- Серая утка — Anas strepera
- Клоктун — Anas formosa
- Чирок-свистунок — Anas crecca
- Кряква — Anas platyrhynchos
- Шилохвость — Anas acuta
- Чирок-трескунок — Anas querquedula
- Синекрылый чирок — Anas discors
- Широконоска — Anas clypeata
- Мраморный чирок — Marmaronetta angustirostris
- Красноносый нырок — Netta rufina
- Красноголовый нырок — Aythya ferina
- Ошейниковая чернеть — Aythya collaris
- Белоглазый нырок — Aythya nyroca
- Хохлатая чернеть — Aythya fuligula
- Морская чернеть — Aythya marila
- Малая морская чернеть — Aythya affinis
- Обыкновенная гага — Somateria mollissima
- Гага-гребенушка — Somateria spectabilis
- Сибирская гага — Polysticta stelleri
- Морянка — Clangula hyemalis
- Синьга — Melanitta nigra
- Пестроносый турпан — Melanitta perspicillata
- Турпан — Melanitta fusca
- Малый гоголь — Bucephala albeola
- Исландский гоголь — Bucephala islandica
- Обыкновенный гоголь — Bucephala clangula
- Луток — Mergellus albellus
- Длинноносый крохаль — Mergus serrator
- Большой крохаль — Mergus merganser
- Американская савка — Oxyura jamaicensis
- Савка — Oxyura leucocephala

## Соколообразные—Falconiformes

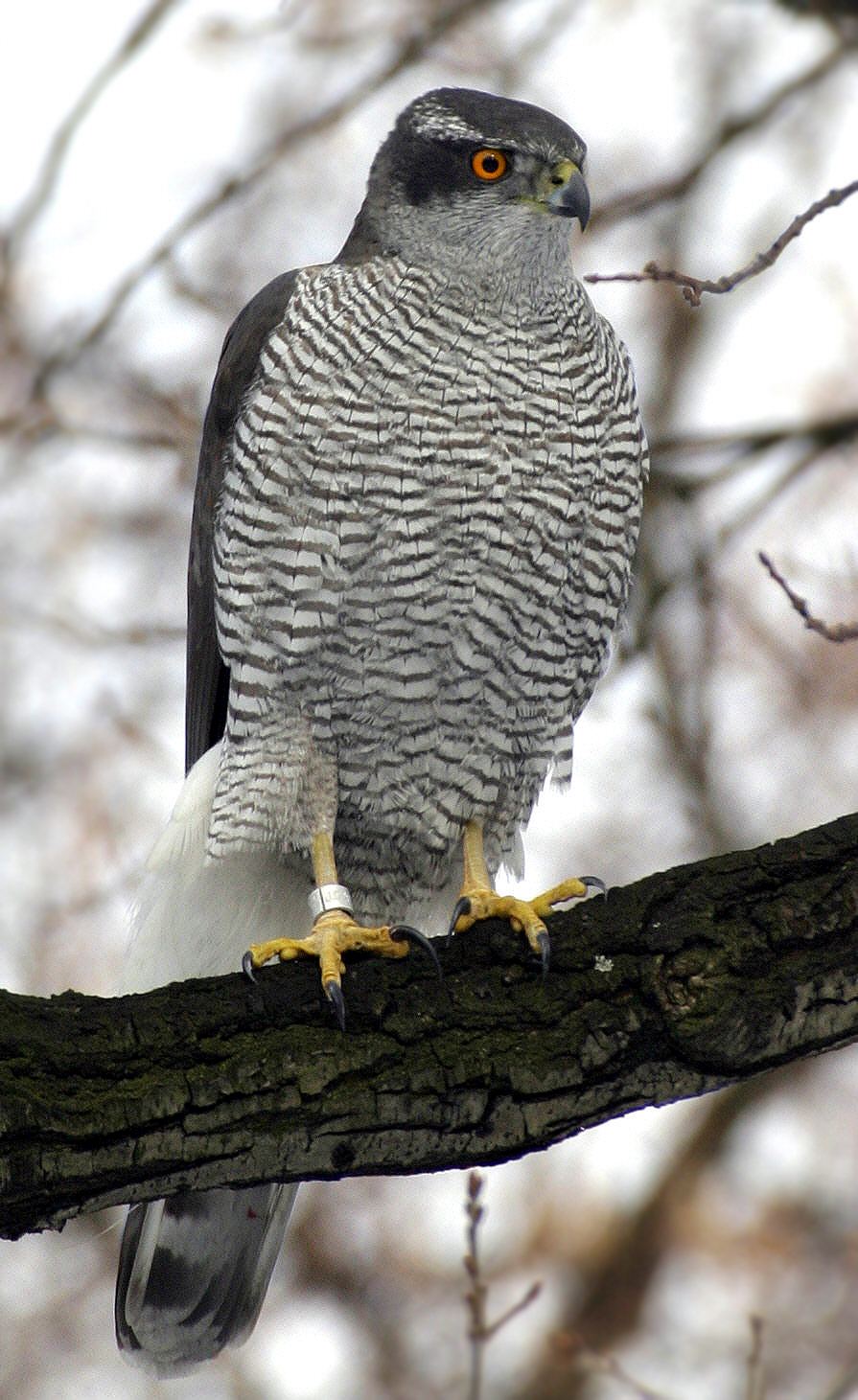
Accipiter gentilis

### Скопиные—Pandionidae
- Скопа — Pandion haliaetus

### Ястребиные—Accipitridae
- Осоед — Pernis apivorus
- Дымчатый коршун — Elanus caeruleus
- Чёрный коршун — Milvus migrans
- Красный коршун — Milvus milvus
- Орлан-белохвост — Haliaeetus albicilla
- Бородач — Gypaetus barbatus
- Стервятник — Neophron percnopterus
- Белоголовый сип — Gyps fulvus
- Черный гриф — Aegypius monachus
- Змееяд — Circaetus gallicus
- Болотный лунь — Circus aeruginosus
- Полевой лунь — Circus cyaneus
- Степной лунь — Circus macrourus
- Луговой лунь — Circus pygargus
- Тёмный певчий ястреб — Melierax metabates
- Тетеревятник — Accipiter gentilis
- Перепелятник — Accipiter nisus
- Канюк — Buteo buteo
- Зимняк — Buteo lagopus
- Курганник — Buteo rufinus
- Большой подорлик — Aquila clanga
- Малый подорлик — Aquila pomarina
- Каменный орёл — Aquila rapax
- Степной орёл — Aquila nipalensis
- Испанский могильник — Aquila adalberti
- Могильник — Aquila heliaca
- Беркут — Aquila chrysaetos
- Ястребиный орёл — Aquila fasciatus
- Орёл-карлик — Aquila pennatus

### Соколиные—Falconidae
- Степная пустельга — Falco naumanni
- Обыкновенная пустельга — Falco tinnunculus
- Кобчик — Falco vespertinus
- Дербник — Falco columbarius
- Чеглок — Falco subbuteo
- Ланнер — Falco biarmicus
- Кречет — Falco rusticolus
- Шахин — Falco pelegrinoides
- Сапсан — Falco peregrinus

## Курообразные—Galliformes

### Тетеревиные—Tetraonidae
- Тундряная куропатка — Lagopus muta
- Тетерев-косач — Tetrao tetrix
- Глухарь — Tetrao urogallus
- Рябчик — Bonasa bonasia

### Зубчатоклювые куропатки—Odontophoridae
- Калифорнийский хохлатый перепел — Callipepla californica
- Виргинская американская куропатка — Colinus virginianus

### Фазановые—Phasianidae
- Европейский кеклик — Alectoris graeca
- Кеклик — Alectoris chukar
- Берберийская каменная куропатка — Alectoris barbara
- Красная куропатка — Alectoris rufa
- Серая куропатка — Perdix perdix
- Обыкновенный перепел — Coturnix coturnix
- Обыкновенный фазан — Phasianus colchicus

### Цесарковые—Numididae
- Обыкновенная цесарка — Numida meleagris

### Трёхперстковые—Turnicidae
- Африканская трёхперстка — Turnix sylvatica

## Журавлеобразные—Gruiformes

### Журавлиные—Gruidae
- Журавль-красавка — Anthropoides virgo
- Серый журавль — Grus grus

### Пастушковые—Rallidae
- Водяной пастушок — Rallus aquaticus
- Коростель — Crex crex
- Погоныш — Porzana porzana
- Каролинский погоныш — Porzana carolina
- Малый погоныш — Porzana parva
- Погоныш-крошка — Porzana pusilla
- Султанка — Porphyrio porphyrio
- Бронзовая султанка — Porphyrio alleni
- Малая султанка — Porphyrio martinica
- Камышница — Gallinula chloropus
- Хохлатая лысуха — Fulica cristata
- Лысуха — Fulica atra

### Дрофиные—Otidae
- Дрофа — Otis tarda
- Вихляй — Chlamydotis undulata
- Стрепет — Tetrax tetrax

## Ржанкообразные—Charadriiformes

### Кулики-сороки—Haematopodidae
- Африканский чёрный кулик-сорока — Haematopus moquini
- Кулик-сорока — Haematopus ostralegus

### Шилоклювковые—Recurvirostridae
- Ходулочник — Himantopus himantopus
- Шилоклювка — Recurvirostra avosetta

### Авдотковые—Burhinidae
- Авдотка — Burhinus oedicnemus

### Тиркушковые—Glareolidae
- Египетский бегунок — Pluvianus aegyptius
- Бегунок — Cursorius cursor
- Луговая тиркушка — Glareola pratincola
- Степная тиркушка — Glareola nordmanni

### Ржанковые—Charadriidae
- Малый зуёк — Charadrius dubius
- Галстучник — Charadrius hiaticula
- Перепончатопалый галстучник — Charadrius semipalmatus
- Крикливый зуёк — Charadrius vociferus
- Морской зуёк — Charadrius alexandrinus
- Монгольский зуёк — Charadrius mongolus
- Большеклювый зуёк — Charadrius leschenaultii
- Хрустан — Charadrius morinellus
- Американская ржанка — Pluvialis dominica
- Бурокрылая ржанка — Pluvialis fulva
- Золотистая ржанка — Pluvialis apricaria
- Тулес — Pluvialis squatarola
- Кречетка — Vanellus gregarius
- Пигалица — Vanellus vanellus
- Шпорцевый чибис — Vanellus spinosus

### Бекасовые—Scolopacidae
- Вальдшнеп — Scolopax rusticola
- Гаршнеп — Lymnocryptes minimus
- Обыкновенный бекас — Gallinago gallinago
- Дупель — Gallinago media
- Короткоклювый бекасовидный веретенник — Limnodromus griseus
- Длинноклювый американский бекасовидный веретенник — Limnodromus scolopaceus
- Большой веретенник — Limosa limosa
- Канадский веретенник — Limosa haemastica
- Малый веретенник — Limosa lapponica
- Средний кроншнеп — Numenius phaeopus
- Тонкоклювый кроншнеп — Numenius tenuirostris
- Большой кроншнеп — Numenius arquata
- Щёголь — Tringa erythropus
- Травник — Tringa totanus
- Поручейник — Tringa stagnatilis
- Большой улит — Tringa nebularia
- Пёстрый улит — Tringa melanoleuca
- Желтоногий улит — Tringa flavipes
- Улит-отшельник — Tringa solitaria
- Черныш — Tringa ochropus
- Фифи — Tringa glareola
- Мородунка — Xenus cinereus
- Обыкновенный перевозчик — Actitis hypoleucos
- Пятнистый перевозчик — Actitis macularius
- Камнешарка — Arenaria interpres
- Большой песочник — Calidris tenuirostris
- Исландский песочник — Calidris canutus
- Песчанка — Calidris alba
- Малый песочник — Calidris pusilla
- Перепончатопалый песочник — Calidris mauri
- Кулик-воробей — Calidris minuta
- Белохвостый песочник — Calidris temminckii
- Песочник-крошка — Calidris minutilla
- Бонапартов песочник — Calidris fuscicollis
- Бэрдов песочник — Calidris bairdii
- Дутыш — Calidris melanotos
- Острохвостый песочник — Calidris acuminata
- Краснозобик — Calidris ferruginea
- Ходулочниковый песочник — Calidris himantopus
- Морской песочник — Calidris maritima
- Чернозобик — Calidris alpina
- Грязовик — Limicola falcinellus
- Канадский песочник — Tryngites subruficollis
- Турухтан — Philomachus pugnax
- Большой плавунчик — Phalaropus tricolor
- Круглоносый плавунчик — Phalaropus lobatus
- Плосконосый плавунчик — Phalaropus fulicaria

### Поморниковые—Stercorariidae
- Южнополярный поморник — Stercorarius maccormicki
- Средний поморник — Stercorarius pomarinus
- Короткохвостый поморник — Stercorarius parasiticus
- Длиннохвостый поморник — Stercorarius longicaudus
- Большой поморник — Stercorarius skua

### Чайковые—Laridae
- Черноголовая чайка — Larus melanocephalus
- Ацтекская чайка — Larus atricilla
- Франклинова чайка — Larus pipixcan
- Малая чайка — Larus minutus
- Вилохвостая чайка — Larus sabini
- Бонапартова чайка — Larus philadelphia
- Озёрная чайка — Larus ridibundus
- Средиземноморская чайка — Larus michahellis
- Сероголовая чайка — Larus cirrocephalus
- Морской голубок — Larus genei
- Чайка Одуэна — Larus audouinii
- Делавэрская чайка — Larus delawarensis
- Сизая чайка — Larus canus
- Клуша — Larus fuscus
- Серебристая чайка — Larus argentatus
- Полярная чайка — Larus glaucoides
- Бургомистр — Larus hyperboreus
- Морская чайка — Larus marinus
- Обыкновенная моевка — Rissa tridactyla

### Крачковые—Sternidae
- Чайконосая крачка — Gelochelidon nilotica
- Чеграва — Hydroprogne caspia
- Королевская крачка — Sterna maxima
- Бенгальская крачка — Sterna bengalensis
- Пестроносая крачка — Sterna sandvicensis
- Элегантная крачка — Sterna elegans
- Розовая крачка — Sterna dougallii
- Обыкновенная крачка — Sterna hirundo
- Полярная крачка — Sterna paradisaea
- Крачка Форстера — Sterna forsteri
- Бурокрылая крачка — Onychoprion anaethetus
- Тёмная крачка — Onychoprion fuscatus
- Малая крачка — Sternula albifrons
- Белощёкая болотная крачка — Chlidonias hybridus
- Чёрная крачка — Chlidonias niger
- Белокрылая крачка — Chlidonias leucopterus
- Обыкновенная кланяющаяся крачка — Anous stolidus

### Чистиковые—Alcidae
- Тонкоклювая кайра — Uria aalge
- Гагарка — Alca torda
- Обыкновенный чистик — Cepphus grylle
- Люрик — Alle alle
- Атлантический тупик — Fratercula arctica

## Рябкообразные—Pterocliformes

### Рябковые—Pteroclidae
- Саджа — Syrrhaptes paradoxus
- Белобрюхий рябок — Pterocles alchata
- Чернобрюхий рябок — Pterocles orientalis
- Четырёхполосый рябок — Pterocles quadricinctus

## Голубеобразные—Columbiformes

### Голубиные—Columbidae
- Сизый голубь — Columba livia
- Клинтух — Columba oenas
- Вяхирь — Columba palumbus
- Темнохвостый лавровый голубь — Columba bollii
- Белохвостый лавровый голубь — Columba junoniae
- Обыкновенная горлица — Streptopelia turtur
- Кольчатая горлица — Streptopelia decaocto
- Дикая смеющаяся горлица — Streptopelia roseogrisea
- Капская горлица — Oena capensis

## Попугаеобразные—Psittaciformes

### Попугаевые—Psittacidae
- Волнистый попугайчик — Melopsittacus undulatus
- Ожереловый попугай Крамера — Psittacula krameri
- Розовощёкий неразлучник — Agapornis roseicollis
- Масковый неразлучник — Agapornis personatus
- Синелобая аратинга — Aratinga acuticaudata
- Красноголовая аратинга — Aratinga erythrogenys
- Нандайя — Nandayus nenday
- Патагонский попугай — Cyanoliseus patagonus
- Попугай-монах — Myiopsitta monachus

## Кукушкообразные—Cuculiformes

### Кукушковые—Cuculidae
- Хохлатая кукушка — Clamator glandarius
- Обыкновенная кукушка — Cuculus canorus

## Совообразные—Strigiformes

### Сипуховые—Tytonidae
- Сипуха — Tyto alba

### Совиные—Strigidae
- Сплюшка — Otus scops
- Филин — Bubo bubo
- Ястребиная сова — Surnia ulula
- Домовый сыч — Athene noctua
- Серая неясыть — Strix aluco
- Воробьиный сыч — Glaucidium passerinum
- Ушастая сова — Asio otus
- Болотная сова — Asio flammeus
- Африканская ушастая сова — Asio capensis
- Мохноногий сыч — Aegolius funereus

## Козодоеобразные—Caprimulgiformes

### Настоящие козодои—Caprimulgidae
- Обыкновенный козодой — Caprimulgus europaeus
- Красношейный козодой — Caprimulgus ruficollis

## Стрижеобразные—Apodiformes

### Стрижиные—Apodidae
- Колючехвост — Hirundapus caudacutus
- Чёрный стриж — Apus apus
- Бледный стриж — Apus pallidus
- Белобрюхий стриж — Apus melba
- Малый стриж — Apus affinis
- Одноцветный стриж — Apus unicolor
- Белогузый стриж — Apus caffer

## Ракшеобразные—Coraciiformes

### Зимородковые—Alcedinidae
- Обыкновенный зимородок — Alcedo atthis

### Щурковые—Meropidae
- Зелёная щурка — Merops persicus
- Золотистая щурка — Merops apiaster

### Сизоворонковые—Coraciidae
- Сизоворонка — Coracias garrulus

### Удодовые—Upupidae
- Удод — Upupa epops

## Дятлообразные—Piciformes

### Дятловые—Picidae
- Вертишейка — Jynx torquilla
- Зелёный дятел — Picus viridis
- Большой пёстрый дятел — Dendrocopos major
- Малый пёстрый дятел — Dendrocopos minor
- Средний пёстрый дятел — Dendrocopos medius
- Белоспинный дятел — Dendrocopos leucotos
- Желна — Dryocopus martius
- Седой дятел — Picus canus

## Воробьинообразные—Passeriformes

### Жаворонковые—Alaudidae
- Большой удодовый жаворонок — Alaemon alaudipes
- Степной жаворонок — Melanocorypha calandra
- Двупятнистый жаворонок — Melanocorypha bimaculata
- Белокрылый жаворонок — Melanocorypha leucoptera
- Чёрный жаворонок — Melanocorypha yeltoniensis
- Малый жаворонок — Calandrella brachydactyla
- Серый жаворонок — Calandrella rufescens
- Жаворонок Дюпона — Chersophilus duponti
- Хохлатый жаворонок — Galerida cristata
- Короткопалый хохлатый жаворонок — Galerida theklae
- Лесной жаворонок — Lullula arborea
- Полевой жаворонок — Alauda arvensis
- Рогатый жаворонок — Eremophila alpestris
- Малый рогатый жаворонок — Eremophila bilopha

### Ласточковые—Hirundinidae
- Береговушка — Riparia riparia
- Скалистая ласточка — Ptyonoprogne rupestris
- Деревенская ласточка — Hirundo rustica
- Рыжепоясничная ласточка — Hirundo daurica
- Городская ласточка — Delichon urbicum

### Трясогузковые—Motacillidae
- Желтоголовая трясогузка — Motacilla citreola
- Белая трясогузка — Motacilla alba
- Горная трясогузка — Motacilla cinerea
- Жёлтая трясогузка — Motacilla flava
- Степной конёк — Anthus richardi
- Полевой конёк — Anthus campestris
- Канарский конёк — Anthus berthelotii
- Лесной конёк — Anthus trivialis
- Пятнистый конёк — Anthus hodgsoni
- Сибирский конёк — Anthus gustavi
- Луговой конёк — Anthus pratensis
- Краснозобый конёк — Anthus cervinus
- Горный конёк — Anthus spinoletta
- Береговой конёк — Anthus petrosus

### Бюльбюлевые—Pycnonotidae
- Бородатый бюльбюль — Pycnonotus barbatus

### Корольковые—Regulidae
- Желтоголовый королёк — Regulus regulus
- Канарский королёк — Regulus teneriffae
- Красноголовый королёк — Regulus ignicapillus

### Свиристелевые—Bombycillidae
- Свиристель — Bombycilla garrulus

### Оляпковые—Cinclidae
- Оляпка — Cinclus cinclus

### Крапивниковые—Troglodytidae
- Крапивник — Troglodytes troglodytes

### Завирушковые—Prunellidae
- Лесная завирушка — Prunella modularis
- Альпийская завирушка — Prunella collaris

### Дроздовые—Turdidae
- Пёстрый каменный дрозд — Monticola saxatilis
- Синий каменный дрозд — Monticola solitarius
- Пёстрый дрозд — Zoothera dauma
- Белозобый дрозд — Turdus torquatus
- Чёрный дрозд — Turdus merula
- Темнозобый дрозд — Turdus atrogularis
- Рябинник — Turdus pilaris
- Белобровик — Turdus iliacus
- Певчий дрозд — Turdus philomelos
- Деряба — Turdus viscivorus

### Цистиколовые—Cisticolidae
- Веерохвостая цистикола — Cisticola juncidis

### Славковые—Sylviidae
- Широкохвостая камышовка — Cettia cetti
- Обыкновенный сверчок — Locustella naevia
- Речной сверчок — Locustella fluviatilis
- Соловьиный сверчок — Locustella luscinioides
- Тонкоклювая камышовка — Acrocephalus melanopogon
- Вертлявая камышовка — Acrocephalus paludicola
- Камышовка-барсучок — Acrocephalus schoenobaenus
- Индийская камышовка — Acrocephalus agricola
- Тростниковая камышовка — Acrocephalus scirpaceus
- Садовая камышовка — Acrocephalus dumetorum
- Болотная камышовка — Acrocephalus palustris
- Дроздовидная камышовка — Acrocephalus arundinaceus
- Иракская камышовка — Acrocephalus griseldis
- Северная бормотушка — Hippolais caligata
- Бледная пересмешка — Hippolais pallida
- Западная бледная пересмешка — Hippolais opaca
- Многоголосая пересмешка — Hippolais polyglotta
- Зелёная пересмешка — Hippolais icterina
- Пеночка-весничка — Phylloscopus trochilus
- Пеночка-теньковка — Phylloscopus collybita
- Иберийская пеночка — Phylloscopus brehmii
- Светлобрюхая пеночка — Phylloscopus bonelli
- Пеночка-трещотка — Phylloscopus sibilatrix
- Бурая пеночка — Phylloscopus fuscatus
- Толстоклювая пеночка — Phylloscopus schwarzi
- Корольковая пеночка — Phylloscopus proregulus
- Пеночка-зарничка — Phylloscopus inornatus
- Пеночка-таловка — Phylloscopus borealis
- Зелёная пеночка — Phylloscopus trochiloides
- Славка-черноголовка — Sylvia atricapilla
- Садовая славка — Sylvia borin
- Серая славка — Sylvia communis
- Славка-завирушка — Sylvia curruca
- Пустынная славка — Sylvia nana
- Ястребиная славка — Sylvia nisoria
- Певчая славка — Sylvia hortensis
- Рыжегрудая славка — Sylvia cantillans
- Средиземноморская славка — Sylvia melanocephala
- Очковая славка — Sylvia conspicillata
- Провансальская славка — Sylvia undata
- Сардинская славка — Sylvia sarda

### Мухоловковые—Muscicapidae
- Серая мухоловка — Muscicapa striata
- Мухоловка-пеструшка — Ficedula hypoleuca
- Мухоловка-белошейка — Ficedula albicollis
- Малая мухоловка — Ficedula parva
- Зарянка — Erithacus rubecula
- Варакушка — Luscinia svecica
- Восточный соловей — Luscinia luscinia
- Западный соловей — Luscinia megarhynchos
- Тугайный соловей — Cercotrichas galactotes
- Горихвостка-чернушка — Phoenicurus ochruros
- Обыкновенная горихвостка — Phoenicurus phoenicurus
- Белобровая горихвостка — Phoenicurus moussieri
- Луговой чекан — Saxicola rubetra
- Канарский чекан — Saxicola dacotiae
- Черноголовый чекан — Saxicola rubicola
- Сибирский черноголовый чекан — Saxicola maura
- Обыкновенная каменка — Oenanthe oenanthe
- Каменка-плясунья — Oenanthe isabellina
- Пустынная каменка — Oenanthe deserti
- Испанская каменка — Oenanthe hispanica
- Белопоясная каменка — Oenanthe leucopyga
- Белохвостая каменка — Oenanthe leucura

### Толстоклювые синицы—Paradoxornithidae
- Усатая синица — Panurus biarmicus

### Длиннохвостые синицы—Aegithalidae
- Длиннохвостая синица — Aegithalos caudatus

### Синицевые—Paridae
- Черноголовая гаичка — Parus palustris
- Московка — Parus ater
- Хохлатая синица — Parus cristatus
- Большая синица — Parus major
- Обыкновенная лазоревка — Parus caeruleus
- Канарская лазоревка — Cyanistes teneriffae

### Поползневые—Sittidae
- Обыкновенный поползень — Sitta europaea

### Стенолазовые—Tichodromidae
- Краснокрылый стенолаз — Tichodroma muraria

### Пищуховые—Certhiidae
- Обыкновенная пищуха — Certhia familiaris
- Короткопалая пищуха — Certhia brachydactyla

### Ремезовые—Remizidae
- Обыкновенный ремез — Remiz pendulinus

### Иволговые—Oriolidae
- Обыкновенная иволга — Oriolus oriolus

### Сорокопутовые—Laniidae
- Серый сорокопут — Lanius excubitor
- Пустынный сорокопут — Lanius meridionalis
- Чернолобый сорокопут — Lanius minor
- Обыкновенный жулан — Lanius collurio
- Рыжехвостый жулан — Lanius isabellinus
- Красноголовый сорокопут — Lanius senator
- Маскированный сорокопут — Lanius nubicus

### Врановые—Corvidae
- Чёрная ворона — Corvus corone
- Ворон — Corvus corax
- Серая ворона — Corvus cornix
- Галка — Corvus monedula
- Грач — Corvus frugilegus
- Сойка — Garrulus glandarius
- Клушица — Pyrrhocorax pyrrhocorax
- Сорока — Pica pica
- Кедровка — Nucifraga caryocatactes
- Голубая сорока — Cyanopica cyana
- Альпийская галка — Pyrrhocorax graculus

### Скворцовые—Sturnidae
- Священная майна — Gracula religiosa
- Розовый скворец — Sturnus roseus
- Обыкновенный скворец — Sturnus vulgaris
- Чёрный скворец — Sturnus unicolor

### Ткачиковые—Ploceidae
- Красноклювый ткачик — Quelea quelea

### Астрильдовые—Estrildidae
- Оранжевощёкий астрильд — Estrilda melpoda
- Серый астрильд — Estrilda troglodytes
- Волнистый астрильд — Estrilda astrild
- Черношапочный астрильд — Estrilda atricapilla
- Тигровый астрильд — Amandava amandava
- Малабарская амадина — Lonchura malabarica
- Белоголовая муния — Lonchura maja

### Вдовушковые—Viduidae
- Райская вдовушка — Vidua paradisaea

### Виреоновые—Vireonidae
- Красноглазый виреон — Vireo olivaceus

### Овсянковые—Emberizidae
- Обыкновенная овсянка — Emberiza citrinella
- Белошапочная овсянка — Emberiza leucocephalos
- Огородная овсянка — Emberiza cirlus
- Горная овсянка — Emberiza cia
- Садовая овсянка — Emberiza hortulana
- Красноклювая овсянка — Emberiza caesia
- Домовая овсянка — Emberiza sahari
- Овсянка-крошка — Emberiza pusilla
- Овсянка-ремез — Emberiza rustica
- Дубровник — Emberiza aureola
- Черноголовая овсянка — Emberiza melanocephala
- Желчная овсянка — Emberiza bruniceps
- Камышовая овсянка — Emberiza schoeniclus
- Просянка — Miliaria calandra
- Пуночка — Plectrophenax nivalis
- Лапландский подорожник — Calcarius lapponicus
- Белошейная зонотрихия — Zonotrichia albicollis

### Кардиналовые—Cardinalidae
- Красногрудый дубоносовый кардинал — Pheucticus ludovicianus

### Вьюрковые—Fringillidae
- Зяблик — Fringilla coelebs
- Голубой зяблик — Fringilla teydea
- Вьюрок — Fringilla montifringilla
- Обыкновенный щур — Pinicola enucleator
- Обыкновенная чечевица — Carpodacus erythrinus
- Клёст-сосновик — Loxia pytyopsittacus
- Клёст-еловик — Loxia curvirostra
- Белокрылый клёст — Loxia leucoptera
- Обыкновенная зеленушка — Carduelis chloris
- Чечётка — Carduelis flammea
- Чиж — Carduelis spinus
- Черноголовый щегол — Carduelis carduelis
- Горная чечётка — Carduelis flavirostris
- Коноплянка — Carduelis cannabina
- Канареечный вьюрок — Serinus serinus
- Канарейка — Serinus canaria
- Лимонный вьюрок — Carduelis citrinella
- Мозамбикский вьюрок — Serinus mozambicus
- Снегирь — Pyrrhula pyrrhula
- Обыкновенный дубонос — Coccothraustes coccothraustes
- Чечевичник-трубач —  Bucanetes githagineus

### Воробьиные—Passeridae
- Домовый воробей — Passer domesticus
- Испанский воробей — Passer hispaniolensis
- Полевой воробей — Passer montanus
- Каменный воробей — Petronia petronia
- Снежный воробей — Montifringilla nivalis